# Orgazem
Orgazem (iz grških orgasmos οργασμός, pomeni organ, zrel, nabrekel, tudi spolni vrhunec) je nenadno odvajanje nakopičene spolne napetosti med spolnim ciklusom. Orgazem ali vrhunec je definiran kot vrh seksualnega užitka. Pri moških se orgazem enači z ejakulacijo, medtem ko se pri ženskem orgazem osredotoča na koitus in koitalni orgazem; tako pri moškem kot pri ženski se ritmično krčijo genitalne mišice.

## Prevladujoči pristopi v raziskovanju orgazma
Orgazem je sestavni del  spolnega odnosa pri ljudeh in v njegovi moški obliki nujni pogoj  reprodukcije. Kljub izjemnemu pomenu orgazma gre za zelo slabo raziskan  seksualni odziv, saj ne moremo govoriti o neki enoznačni teoriji ali definiciji orgazma. Mat in Blink sta na osnovi analize različnih raziskav našla naslednje definicije orgazma:
| Raziskovalci                   | Definicija orgazma | Spol   |
| ------------------------------ | --- | ------ |
| Kinsey & ostali (1948 in 1953) | Ekplozivno sproščanje nevromišične napetosti na vrhuncu seksualnega odziva                                                                                       | Oba    |
| Masters & Johnson (1966)       | Sproščanje koncentracije krvnega pretoka in mišične napetosti, ki sta posledici seksualne stimulacije                                                            | Oba    |
| Fox (1976)                     | Spremebe v krvnem tlaku, dihanju in bitju srca; spremembe v mišični napetosti; medenični krči; hormoske spremembe; vokalizacija                                  | Oba    |
| Reubens (1982)                 | Neprostovoljna refleksna aktivnost, ki jo spremljajo vaginalni/maternični krči                                                                                   | Ženska |
| Terman (1951)                  | Vrhunec ob intenzivnih občutkih, ki mu sledita umirjanje in olajšanje                                                                                            | Ženska |
| Raboch and Bartak (1983)       | Subjektivna izjava o doseganju določenega čutnega vrhunca med spolnim odnosom                                                                                    | Ženska |
| Tuckwell (1989)                | Prijeten dogodek, ki je navadno povezan z ejakulacijo | Moški  |
| Davidson & Davidson (1980)     | Spremenjeno stanje zavesti | Oba    |
| Reich (1973)                   | Orgastična moč: Zmožnost se predati toku biološke energije; zmožnost sprostiti seksualno vzburjenje preko neprostovoljnih, prijetnih krčev v telesu              | Oba    |
| Alzate (1985)                  | Fizični fenomen; občutek, ki ga izzove akomulativni efekt na določene strukture možganov, ki je posledica stimulacije erogenih con                               | Oba    |
| Schiavi and Segraves (1995)    | Vrhunec seksualnega užitka, ki ga spremljajo ritmični krči reproduktivnih organov, kardiovarskularne in raspiratorne spremembe ob sproščanju seksualne napetosti | Oba    |

V raziskovanju orgazma se uporabljajo trije pristopi, in sicer prevladujeta  biološki in  psihološki, vedno bolj pa se uveljavlja integrirani bio-psihološki. Poleg tega raziskovalci predpostavljajo, da obstajajo razlike med orgazmom pri moških in ženskah.

#### Biološki pristop
V biološkem pristopu raziskovanja orgazma se je najbolj uveljavila raziskava Mastersa in Johnosnove . Raziskovalca sta na podlagi opazovanja moških in žensk v laboratorijih ugotovila, da se spremembe ne dogajajo samo v  genitalnem predelu, ampak jih je mogoče opaziti v celem telesu. Kažejo se predvsem v pospešenem bitju srca, povišanem krvnem tlaku in potenju. Raziskave so pokazale, da se med orgazmom pojavljajo krči v genitalnem in analnem predelu, pri čemer krčenje pri ženski v povprečju traja 16,7 sekund, pri moškem pa 25 sekund.
Kinsey, Masters in Johnsonova ter drugi raziskovalci opredeljujejo orgazem kot refleks, ki nastane, ko napetost v mišicah in pretok krvi v medeničnem predelu dosežeta najvišjo vrednost. Njihove definicije orgazma se osredotočajo predvsem na fiziološki vidik. Pravijo, da se pri orgazmu mišična skupina pubococcygeal (PC), ki podpira mišice medeničnega dna, ritmično krči v 0,8 sekundnih intervalih in hkrati s tem se srčni utrip pospeši na 180 utripov na minuto. Orgazmu pri moškem sledi še ejakulacija. Ostale spremembe vključujejo oteženo in pospešeno dihanje, mišične krče v zadnjici, napetost v rokah in nogah ter vratu, obrazne grimase, znojenje, spremembe krvnega tlaka, pordelost kože na prsih in vratu, mravljinčenje v prstih na nogah, zehanje, stokanje, kričanje in neobvladane čustvene izbruhe (jok ali smeh). Orgazmu sledi faza sprostitve, v kateri se telo umiri. S psihološkega vidika lahko orgazem prinese sprostitev napetosti, izgubo nadzora ali celo občutek stanja spremenjene zavesti, kar je najverjetneje posledica sproščanja hormona endorfina. Ta model kaže, da pri orgazmu prihaja do fizioloških sprememb v celem telesu. Vendar definicija zanemari emocionalni vidik pri doseganju orgazma.
Vloga hormonov pri orgazmu ni povsem jasna. Raziskovalci so sicer ugotovili, da se med orgazmom, tako pri moških kot pri ženskah, poviša raven testosterona, pri čemer razumejo vlogo hormona v tem, da povečuje spolno željo. Pri ženskah so na primer našli povezavo med višjo frekvenco orgazmov v času pred  ovulacijo, ko je raven testosterona pri njej najvišja. Pomembno vlogo v orgazmu pripisujejo tudi hormonu oksitocinu, ki mu pogovorno pravijo hormon ljubezni. Oksitocin naj bi v sodelovanju s t. i. spolnimi hormoni povzročal mišične krče, ki se pojavljajo med orgazmom. Pri raziskovanju vloge centralnega živčnega sistema pri orgazmu so odkrili večjo vlogo desne hemisfere - desne polovice možganov, ki ji pravimo tudi “kreativna polovica”.

#### Psihološki pristop
Psihološki vidik orgazma je manj raziskan kot biološki vidik. Raziskovalci na tem področju menijo, da ne zadostuje samo poznavanje fizioloških in bioloških dejavnikov orgazma in spolne izkušnje. Po njihovem je potrebno upoštevati, da posamezniki fiziološke dejavnike spolnega odnosa izkušajo, se jih zavedajo in jih nato sami označujejo kot “spolne”. Na primer, ejakulacija in medenično krčenje zahtevata od posameznika, da ju zazna kot  erotična oz. orgazmatična.
Davidson & Davidson , ki sta proučevala psihološki vidik, sta razvila klasifikacijo, v katero sta vključila tako fizične vidike orgazma (krčenje mišic) kot tudi čustvena razpoloženja (sprostitev, napetost), ki nastopajo pri orgazmu. S tem sta želela pokazati, kako se združujejo kognitivna in senzorična izkustva, ki so prisotna pri doživljanju orgazma.
Kritike tega vidika izpostavljajo, da so bile te študije orgazma osnovane na predpostavkah, da je ženska seksualnost povezana s psihološkim vidikom, medtem ko se moška enači s fiziološkimi izkustvi in telesnimi zmogljivostmi. Večina literature s tega področja se je namreč osredotočala na ženski orgazem in zanemarjala moškega.

#### Bio-psihološki pristop
Raziskave na tem področju se predvsem ukvarjajo z motnjami orgazma, kot so: prezgodnji izliv, erektilna disfunkcija in problemi orgazma, povezanimi s staranjem in boleznimi. Teorije pravijo, da staranje posameznikov zajema fiziološke in psihosocialne spremembe, ki vplivajo na orgazem. Na tem področju so ponovno bolj raziskane fiziološke spremembe kot psihosocialne.
Raziskave kažejo, da se pri ženskah v obdobju pred  menopavzo in v menopavzi zmanjša raven estrogena in progesterona. S tem se zmanjša vlažnost  nožnice, poleg tega krčenje in atrofija nožnice postaneta šibkejši, zaradi česar lahko postane latenca orgazma daljša, kar lahko povzroči krajši in manj intenziven orgazem. Tudi pri moških se zniža raven testosterona, kar vodi k manjši spolni želji, penis postane manj občutljiv in s starostjo se sposobnost  erekcije zmanjšuje. Tudi ejakulacija je manj močna. Pri tem je potrebno upoštevati, da te spremembe variirajo od posameznika do posameznika, saj so raziskave pokazale, da so lahko ljudje v starosti prav tako spolno aktivni kot v prejšnjih življenjskih obdobjih. Znana je Švedska raziskava, ki jo je izvedel Helgason z 319 moškimi starimi med 50-80 let. Večina moških je poročala, da so spolno aktivni manj kot enkrat na mesec, skoraj polovica pa je poročala, da nima težav pri doseganju orgazmov.
Pri tem se moramo zavedati, da se starejše prebivalstvo sooča s socialnimi in kulturnimi tabuji in stereotipi. Stereotipi, ki se pojavljajo, so aseksualnost starejših, negativne predstave o spolnem vedenju starejših ter implicitno ali eksplicitno okoljske sankcije proti spolnemu izražanju.

## Orgazmični imperativ
Sociologi ugotavljajo, da so postopni procesi diferenciacije seksualnost ločili od  reprodukcijskega in  prokreacijskega vidika. Ta dva vidika imata v sodobnem pojmovanju o seksualnosti le še postransko vlogo, saj je seksualnost postala intimna izkušnja vsakega posameznika in je pomembna za oblikovanje njegove identitete. Zahodne družbe so v nekaj desetletjih prešle iz družbe, v kateri je bila obvezna vzdržnost, v svoje nasprotje, torej v družbo, v kateri je postal obvezen orgazem. Po socioloških teorijah je danes v teh družbah orgazem postavljen v središče seksualnega akta in je njegov zaželen cilj. Dominantni del družbe razume orgazem kot nekaj naravnega, medtem ko nezmožnost doseganja orgazma pripisujejo negativnim vplivom kulturnega in socialnega učenja. Pri tem dominantni diskurz vrednoti naravo pozitivno, kulturo pa negativno.
Bejin  ugotavlja, da je v zahodni družbi orgazem postal “imperativ”. Orgazem kot vrhunec spolnega akta se razume kot pokazatelj zdravega spolnega akta. Pravzaprav je cilj spolnega akta orgazem. Tako predstavo je problematiziral Stephen Heath , ki pravi, da se identiteta v zahodni družbi oblikuje skozi delovanje, kar pomeni: če ne deluješ, ne obstajaš. Spolnost pa je ravno eden od pomembnih elementov človekovega delovanja. Aktivno spolno življenje namreč opredeljuje posameznika kot spolno zdravega in celostnega človeka. To pa hkrati pomeni, da - sledeč teoriji o orgazmičnem imperativu - tisti, ki orgazma ne doživljajo, niso "popolni posamezniki". Orgazem torej deli posameznike na zdrave/nezdrave, sposobne/nesposobne, zmogljive/nezmogljive... Orgazem naj bi bil pravica vseh, vendar se za doseganje orgazma določajo pravila in navodila, kako naj bi ga dosegli.

## Moški orgazem
Mit o moški seksualnosti je po Lorentzenu  povezan z biološkimi fantazmami o moških. Zdrav moški orgazem je skonstruiran kot neizogibna končna točka spolnega odnosa, ki je naravna. V nasprotju se razume ženski orgazem kot naučen, pridobiti si je potrebno znanje o njem. 
Že Masters in Johnsonova  sta moško spolnost povezovala z biološkimi / fiziološkimi dejavniki. Raziskovalca sta pokazala, da obstajata dve fazi v moškem orgazmu, in sicer faza emisije, ko se semenska tekočina preseli v sečevod do prostate, kar povzroči, da se ta razširi in nastane faza ejakulacije, ko se semenska tekočina izloči zaradi krčenja prostate in drugih genitalnih mišic. V nadaljnjih kliničnih raziskavah so ugotovili, da je pri moškem mogoče razlikovati med orgazmom in samo ejakulacijo. Sistemska uporaba besede ejakulacija za vse faze moškega orgazma kaže na redukcionističen pogled na moški orgazem.
Pri moškem orgazmu pogosto prihaja do enačenja erekcije s spolno slo, s čimer se zavajajoče postavlja center ugodja v penis, namesto v možgane. Kljub temu lahko opazimo, da je moški spolni organ edini del moškega telesa, ki ga ne nadzira zavestno, ampak njegovo vedenje ureja zapleteno sodelovanje med živci, pretokom krvi in mišicami. Moški ne morejo nadzorovati zvišanje ali znižanje penisa s silo volje. To pomeni, da lahko moški doživljajo erekcije v najbolj neugodnih razmerah, tudi v situacijah, ki  (vsaj navidez) niso povezane s poželenjem in spolnostjo.
Pomembno je poudariti, da ne smemo samoumevno enačiti izliva semena z občutki, ki nastanejo ob orgazmu. Orgazem je seveda najpogosteje povezan z ejakulacijo, vendar o orgazmu govorimo samo v primeru, če ejakulacijo spremljajo celovito občutenje telesa in poglobljene čustvene reakcije. To je potreba poudariti zato, ker moški lahko doživi ejakulacijo tudi brez orgazma. Takšen primer so mokre sanje..
Moška spolnost, ravno tako kot žensko, regulirajo možgani, ki jih je potrebno spodbuditi na različne načine: preko vida, sluha, vonja, dotika, okusa ... Medicina, biologija, medijske predstave, popularna kultura itd. ta vidik pogosto zanemarjajo, saj izkušnjo užitka orgazma povezujejo samo s penisom. S tem se ustvarjajo temelji za nesporazume in zmanjšano upoštevanje vloge možganov v spolnem užitku, kar lahko vodi do raznovrstnih zlorab.
Pri konstrukciji moškega orgazma je zelo pomembna vloga zahodne kulture in medijev, ki krepita mit o moškosti, za katero je pomembna količina orgazmov in ne njihova kakovost. Moški, ki želijo zadostiti tovrstnim zahtevam, morajo pogosto segati po pripomočkih, kot so: Viagra, hormonski izdelki, silikonske injekcije, črpalka za povečanje penisa in pornografija. Vse to postopoma ustvarja še večji prepad med intimnostjo in spolnostjo v moški seksualnosti. Problem niso nujno spolni odnosi brez čustvene vpletenosti, ampak odnos moškega do samega sebe, svojih čustev, lastnega telesa, kar lahko ovira njegovo spolno življenje.

### Moški in več orgazmov
Prevladujoča predstava je, da sta orgazem in izliv pri moških eno in isto. Nekatere raziskave so pokazale, da to prepričanje ne drži povsem. Mina Robbins in Gordon Jensen  sta izvedla anketo, v kateri sta anketirala 13 multi-orgazmičnih moških, ki so ločevali orgazem od ejakulacije. V raziskavi sta ugotovila, da lahko moški v spolnem donosu doživi en orgazem z ejakulacijo ali več orgazmov brez ejakulacije. V obeh primerih so moški govorili, da so doživeli fizično in čustveno zadovoljitev. Leta 1989 sta Marian Dunn in Jan Trost  poročala o 21-ih moških, ki so doživeli multiple orgazme. Ugotovila sta, da obstajajo različni vzorci moškega orgazma in sposobnosti. Ni nujno, da moški po orgazmu izgubijo erekcijo, da se moški lahko naučijo doživljati več orgazmov z različnimi tehnikami (primer: zadrževanje ejakulacije) in da lahko imajo po ejakulaciji še orgazme.
V knjigi Kako se ljubiti celo noč  Barbara Keesling opredeli tri vzorce moškega orgazma:
- orgazem brez semenskega orgazma; Moški doživi orgazem, ampak z mišicami zavira ejakulacijo. Lahko doživi več orgazmov in nato sprosti semensko tekočino.
- orgazem z multiplo-ejakulacijo; Moški ima več orgazmov, pri katerih je prisotna ejakulacija.
- intenziven orgazem z ejakulacijo, ki mu sledijo manj intenzivni orgazmi brez ejakulacije.

Vsi ti vzorci se lahko pojavijo brez izgube erekcije.

## Ženski orgazem
Že večkrat omenjena raziskava Mastersa in Johnsonove  je pokazala, da pri spolnem vzburjenju ženske pride do  vazokongestije; to pomeni, da nabreknejo krvni sodi, kar ustvari orgazmično platformo. S fiziološkega vidika ženski orgazem sestavljata krčenje orgazmične platforme in maternice. Za ženske je značilno, da se te fiziološke spremembe počasneje vračajo v prvotno stanje kot pri moškem, kar bi lahko bila biološka osnova za t. i. multiple orgazme pri ženskah. O ženskem orgazmu obstaja tudi predpostavka, da je njegova funkcija, da zadrži oziroma posrka semensko tekočino, vendar se mnogi raziskovalci s tem ne strinjajo. Pravijo, da mu s fiziološkega vidika ne gre pripisati funkcije, ampak da gre zgolj za seksualni odziv. Za primarni sprožilec ženskega orgazma velja stimulacija klitorisa. Raziskave kažejo, da je stimulacija vagine manj verjetno sprožilec, saj je vagina relativno neobčutljiva in je zaradi tega manj verjetno, da bi bila bistvena erogena cona.
V prid predpostavki o klitorisu kot glavnem sprožilcu ženskega orgazma govori tudi raziskava Fisherja  iz leta l973, na osnovi katere je prišel do ugotovitev, da:
- pri 63% žensk je koitalni orgazem posledica stimulacije klitorisa med spolnim odnosom;
- 35% žensk poroča, da orgazem doživijo zaradi stimulacije klitorisa pred ali po spolnem odnosu;
- 20% žensk poroča, da za doseganje orgazma ne potrebujejo dodatne stimulacije klitorisa med spolnim odnosom;
- 12% žensk ocenjuje, da je stimulacija vagine pomembnejša kot stimulacija klitorisa in še
- 95% žensk redno doživlja orgazme pri masturbaciji (klitorisa),

medtem ko
- 26% žensk poroča o orgazmu med spolnim odnosom brez dodatne stimulacije klitorisa;
- 19% žensk redko doživi orgazem med spolnim odnosom;
- 24% žensk nikoli ni doživelo orgazma med spolnim odnosom.

### Ženske in več orgazmov
Raziskovalci pogosto zastavljajo vprašanje, ali pri ženskah obstaja več vrst orgazmov. Raziskava Mastersa & Jonsonove  je pokazala, da ne moremo govoriti o več vrstah ženskih orgazmov. Pravita, da med orgazmi pri ženskah ni značajnih razlik in ne moremo razlikovati niti med koitalnim in  masturbacijskim orgazmom. Vendar je njuni raziskavi mogoče očitati napake v metodologiji. Raziskovalci so že pokazali, da je pri ženski najbolj občutljiv klitoris in je stimulacija tega najverjetnejši sprožilec orgazma, vendar po številnih raziskavah ta ni edini sprožilec in tudi ni edina lokacija, na kateri lahko ženska doživi orgazem. Sproži ga lahko tudi stimulacija živčnih končičev v vagini in celo globoko v vagini na robu maternice. 
Pri tem je potrebno opozoriti, da vsi orgazmi nimajo tako pomembne vloge pri predpostavkah o »posrkanju« semena in so za to bolj pomembni vaginalni, saj se hormona oksitocin, ki naj bi imel pomembno vlogo pri »posrkanju semena«, sprošča ravno ob vaginalni stimulaciji.

### Teorije ženskega orgazma: Adaptacija vs. stranski produkt
V raziskovanju in teoretiziranju ženskega orgazma vlada polemika o vlogi in funkciji ženskega orgazma, saj je za razliko od moškega, funkcija ženskega orgazma veliko bolj nejasna, pri čemer se pojavljajo spekulacije o njegovi funkciji pri »posrkanju semena«. Na nasprotnih polih nastopajo zagovorniki teorije ženskega orgazma kot posledice  adaptacije skozi  evolucijo in zagovorniki ženskega orgazma kot evolucijsko stranskega produkta moškega orgazma. 
Adaptacija pomeni, da se na primer nek organ ali lastnost skozi evolucijo razvije tako, da poveča svojo učinkovitost, kar pomeni, da ima ta lastnost za organizem nekakšno funkcijo. Zaradi tega zagovorniki ženskega orgazma kot adaptacije verjamejo, da ima ta funkcijo. Na drugi strani zagovorniki ženskega orgazma kot stranskega produkta moškega orgazma pravijo, da ženski orgazem nima funkcije in je zgolj neke vrste ostanek skupnega zgodnjega embrionalnega razvoja z moškimi, pri katerih ima orgazem reproduktivno funkcijo. Za ilustracijo te teorije se najpogosteje navajajo bradavice pri moških, ki nimajo nobene funkcije in so zgolj posledica njihovega skupnega zgodnjega embrionalnega razvoja z ženskami.
Elisabeth Lloyd je leta 2005 napisala knjigo Primer ženskega orgazma: popravek v evolucijski znanosti , v kateri zagovarja teorijo ženskega orgazma kot stranskega produkta (byproduct). Teorijo razvije preko analize in kritike dvajsetih dotedanjih raziskav, ki govorijo v prid teoriji o ženskem orgazmu kot adaptaciji. Delo je bilo deležno mnogih pozitivnih recenzij in tudi v medijih ga niso spregledali. Vsekakor pa je povzročilo tudi buren odziv z nasprotnega pola – »adaptacionistov«.
Popularna teorija o adaptacijski funkciji ženskega orgazma se začne s tezo o »tekmovalnem semenu«. Teza izhaja iz ideje, da se samica pari z več partnerji in je zmagovalec tisti, čigar seme oplodi jajčece. Zagovorniki te teorije verjamejo, da je funkcija ženskega orgazma pri spolnem odnosu, da posrka semensko tekočino in ji s prej opisanimi krči vagine in maternice, pomaga najti pot do jajčeca. Iz tega pridemo do spoznanja, da zmaga tisti samec (oz. moški), ki je bolj uspešen v izzivanju orgazma pri samici (oz. ženski). Torej adaptacijska teorija ženskemu orgazmu pripisuje pomembno vlogo v  naravni selekciji. Na osnovi tega, torej orgazma, naj bi samica izbirala samce s kvalitetnejšim genskim materialom. To pa zato, ker naj bi samice pogosteje dosegale orgazme s telesno bolj simetričnimi samci. Simetrično telo pa velja za enega izmed pokazateljev kvalitetnejšega genskega materiala. Zagovorniki adaptacije dodajajo še dva, in sicer prvič; obstaja možnost, da sami vaginalni krči spodbudijo ejakulacijo in drugič; obstaja možnost, da ženske (samice) pogosteje izbirajo moške (samce) s katerimi doživljajo orgazme, zaradi prijetnih občutkov. Po njihovem je vse to evolucijsko funkcionalno sploh, če upoštevamo predpostavko, da so ženski več orgazmom sposobni zadati “gensko kvalitetnejši” moški. To teorijo podpirajo mnoge raziskave; od tistih, ki govorijo o pozitivni vlogi orgazmičnih krčev pri oploditvi nekaterih živalih (podgane, psi, krave), do tistih, ki govorijo o vlogi hormona oksitocina, ki velja za pomemben faktor pri prenosu semena do ženskih  reproduktivnih organov.
V enem izmed argumentov proti adaptacijski teoriji Lloydova – zagovornica ženskega orgazma kot stranskega produkta - opozarja, da okrog 10% žensk orgazma ne doživlja. Po njenem je to absolutno prevelik odstotek, če naj bi orgazem bil tako pomemben dejavnik naravne selekcije. Njen drugi argument proti govori o relativni nepomembnosti stimulacije vagine za doseganje orgazma pri ženski. Koto so namreč pokazale raziskave, je za orgazem pri ženskah veliko pomembnejša stimulacija klitorisa. Lloydova opozarja, da je že sama človeška anatomija zgrajena tako, da med koitusom le redko pride do stimulacije klitorisa. Ta isti argument o pomembnosti stimulacije klitorisa za orgazem ji pride prav tudi v dodatnem zagovoru teorije o »stranskem produktu«. Verjame namreč, da je klitoris zakrneli penis, pri čemer je pomenljivo, da je ravno stimulacija klitorisa, tako kot stimulacija penisa, tista ki najpogosteje sproži orgazem pri ženski..

## Disfunkcionalen orgazem
Žensko  spolno disfunkcijo se pogosto povezuje s psihološkimi in mentalnimi problemi, medtem ko se moško disfukcijo povezuje s fizičnimi, biološkimi dejavniki. V očeh medicine je zdrav tisti moški, ki lahko doživi čvrsto in dolgotrajno erekcijo, kateri sledi orgazem. Moško spolno in zdravje nasploh se enači z zmožnostjo doživeti orgazem. Vse drugo je disfunkcija (erektilna disfunkcija, prezgodnji izliv, impotenca). 
Ko govorimo o disfunkcionalnem orgazmu pri ženski, govorimo o »ženski motnji orgazma«. Ta se nanaša na nezmožnost ženske doživeti orgazem po normalnem seksualnem vzburjenju, kar pri ženski najpogosteje povzroča frustracije ali jezo. O »ženski motnji orgazma« govorimo, ko ta ni posledica fiziološke motnje (npr. poškodbe hrbtenjače) ali kakšne druge fiziološke spolne motnje (npr. poškodbe spolnih organov) in tudi ne posledica mentalne motnje (depresije …). Kriteriji za določanje “ženske motnje orgazma” predpostavljajo, da je visoka stopnja orgazmov pri ženski biološko normalna, pri čemer vlogo anatomskih, fizioloških, hormonskih, psiholoških in medosebnih faktorjev, ki lahko zmotijo normalno funkcioniranje orgazma, zanemarijo. Pri tem ne smemo pozabiti da med 60 in 80% žensk med spolnim odnosom ne doživlja orgazmov redno, medtem ko le 10 odstotkov žensk ni nikoli izkusilo orgazma.

## Domače raziskave o orgazmu
Leta 2010 je sociologinja Alenka Švab objavila rezultate raziskave o odnosu študentk do seksualnosti. Zanimalo jo je, ali njihova perspektiva o seksualnosti bolj ustreza tradicionalni ali permisivni seksualni kulturi. Raziskava je med drugim pri študentkah pokazala specifičen pogled na orgazem. Ugotovila je, da se pri študentkah percepcija orgazma razlikuje glede na spol, in sicer razumejo moški orgazem kot normalen rezultat spolnega odnosa, medtem ko po njihovem ženski orgazem pri spolnem odnosu ni nujen. Nasploh dojemajo moški orgazem kot biološki, samoumeven, vedno zaželen, nujen, nameren, vedno pričakovan, pride naravno, neodvisen, manj cenjen, končni cilj seksa in pogoj dobrega seksa, medtem ko ženski orgazem razumejo kot družbeni, nesamoumeven, ne vedno zaželen, nenujen, nenameren, ni vedno pričakovan, zahteva delo, odvisen (od moškega), bolj cenjen, zgolj del seksa in ne kot pogoj dobrega seksa. Iz opisov je razvidno, da orgazem pri moških in ženskah razumejo hierarhično in je ženski orgazem merjen glede na lastnosti moškega orgazma. Ženski orgazem vidijo kot odvisnega od moškega delovanja in kompetence, moški je tisti, ki žensko »pripelje do orgazma«.